# 茨木カンツリー倶楽部
茨木カンツリー倶楽部（いばらきカンツリークラブ）は、大阪府茨木市にあるゴルフ場。東コースと西コース（各18ホール）を有する。
大阪府内にできた最初のゴルフ場であり、千里丘陵の北東部に位置する。

## 歴史
- 1923年12月 - 社団法人茨木カンツリー倶楽部設立認可。
- 1931年1月 - コース改造。
- 1944年4月 - 陸軍の糧秣保管基地として接収さる。
- 1948年11月 - アウト9ホールを開場。
- 1951年10月 - 18ホール再開。
- 1960年11月 - 新コース完成。旧コースを「東コース」、新コースを「西コース」と命名。

## アクセス
- 鉄道の場合
JR京都線（東海道本線）茨木駅下車、クラブバス15分
- 車の場合
名神高速道路/茨木IC1km

## 開催トーナメント
- 日本プロゴルフ選手権大会（1926年、1927年）
- 日本オープンゴルフ選手権競技（1929年、1930年、1973年、1996年、2023年）
- ダイヤモンドカップゴルフ（2016年）
- パナソニックオープン（2008年、2013年、2018年）